# Odontofroggatia
Odontofroggatia is een geslacht van vliesvleugeligen uit de familie Eurytomidae. De wetenschappelijke naam van dit geslacht is voor het eerst geldig gepubliceerd in 1934 door Ishii.

## Soorten
Het geslacht Odontofroggatia omvat de volgende soorten:
- Odontofroggatia corneri Wiebes, 1980
- Odontofroggatia gajimaru Ishii, 1934
- Odontofroggatia galili Wiebes, 1980
- Odontofroggatia ishii Wiebes, 1980
- Odontofroggatia quinifuniculus Feng & Huang, 2010